# Diamesa quinquaetosa
Diamesa quinquaetosa är en tvåvingeart som först beskrevs av Pankratov 1950.  Diamesa quinquaetosa ingår i släktet Diamesa och familjen fjädermyggor. Inga underarter finns listade i Catalogue of Life.